# 第2軍団 (北軍)
南北戦争中に、北軍には第2軍団（II Corps）と呼ばれた以下の5つの部隊があった。
- 1862年9月29日-10月24日まで存在した、トマス・L・クリッテンデンのオハイオ軍第2軍団（後の第20軍団）
  - 1862年10月24日-11月5日まで、同軍団はカンバーランド軍第2軍団となった。
- 1863年1月4日-1月12日まで存在した、ウィリアム・シャーマンのミシシッピ軍第2軍団（後の第15軍団）
- 1862年6月26日-9月4日まで存在した、ナサニエル・バンクスのバージニア軍第2軍団（後の第12軍団）
- 1862年3月13日-1865年6月28日まで存在した、ポトマック軍第2軍団

この記事では、最も著名なポトマック軍第2軍団について記述する。

## 歴史
第2軍団は、その存在期間の長さ、組織の大きさ、激戦への参加、最大の死傷者数、において突出している。隷下の部隊の中には、単一戦闘で最大の死傷率を記録した連隊、単一戦闘で最大の死傷者数を記録した連隊、戦争期間を通じて最大の死傷者数を記録した連隊が含まれる。北軍の連隊別での死傷者数を見ると、上位100連隊中35個連隊が第2軍団の所属であった。
軍団は1862年3月21日の一般命令101号に基づいて組織され、エドウィン・サムナー准将が軍団長に任命された。各師団長は、イスラエル・リチャードソン（Israel B. Richardson）、ジョン・セジウィック及びルイ・ブレンカー（Louis Blenker）であった。組織後3週間もしない内に、軍団はジョージ・マクレランのポトマック軍の一員として、半島方面作戦に出動した。但し、ブレンカー師団は3月31日に軍団から離れ、西バージニアのジョン・C・フレモントの山岳軍管区（Mountain Department）を補強するために派遣された。ブレンカーの師団はその後第11軍団の所属となり第2軍団に戻ることはなかった。残り2個師団の総人員は21,500名であり、内18,000人が作戦に参加した。
軍団が経験した最初の大きな戦闘はセブンパインズの戦いであった。サムナーの迅速かつ軍人らしい行動が、軍団を戦場に時間通りに到着させ、ポトマック軍の崩壊を防ぎ、勝利への道を開いた。この戦闘での軍団所属の2個師団の戦死は201人、戦傷899人、行方不明90人であった。リッチモンドを目の前にしてポトマック軍が撤退したため、第2軍団は第二次ブルランの戦いでジョン・ポープ少将のバージニア軍を支援するために派遣されたが、バージニア軍は既に敗北しており、翌日のシャンティリーの戦いには間に合って配置についたが、戦闘には参加しなかった。
続いて、軍団はメリーランド方面作戦に参加した。この間の1862年9月10日に、ウィリアム・フレンチ（William H. French）准将の第3師団が加わった。9月17日のアンティータムの戦いで第2軍団は激しい戦闘に巻き込まれ、死傷者数は参加した他の軍団の倍以上となった。参加した15,000人に対して、戦死883人、戦傷3,859人、行方不明396人の合計5,138人の損害を出した。この半数近くが、セジウィックの第2師団のものであった。サムナーは第12軍団の支援のためにダンカー教会に向かって進撃するよう命令したが、南軍の大砲に捕捉され大流血を強いられた。リチャードソンの第1師団の第2旅団（アイリッシュ旅団）も「血まみれの道（Bloody Lane）」で大損害を受けたが、同時に敵にも大損害を与えた。このために、第1旅団長フランシス・C・バーロー大佐が第61および第64ニューヨーク志願兵歩兵連隊を率いて南軍の前線を突破することができた。リチャードソンはこの戦いで戦死し、セジウィックも3箇所に傷を負った。
次の戦闘は1862年12月11日-12月15日のフレデリックスバーグの戦いであった。サムナーは「大師団」の司令官に昇進し、第2軍団と第9軍団を隷下においた。第4軍団で師団長を務めていたダライアス・コウチ少将が第2軍団長に昇進した。戦死したリチャードソンと負傷したセジウィックに代わり、ウィンフィールド・スコット・ハンコック准将が第1師団長に、オリバー・O・ハワード准将が第2師団長に就任した。フレデリッスクバーグでの第2軍団の損害は他のどの軍団よりも多かった。戦死412人、負傷3,214人、行方不明488人であり、その半数はメリーヒルに対するハンコック師団の攻撃が失敗した際に生じた。ハンコック師団の損害は大きく、中でも第1旅団の死傷率は46%に達した。
フレデリックスバーグの戦いの後に大師団制は廃止された。サムナーは年齢と体調不良のため軍を退役した。コウチは第2軍団長に留まり、チャンセラーズヴィルの戦いに臨んだ。師団長はハンコック、ジョン・ギボン及びフレンチであった。負傷が癒えたセジウィックは第6軍団長に昇進し、セジウィックに代わってフレデリックスーグで師団長を務めたハワードは第11軍団長に昇進した。チャンセラーズヴィルで第2軍団の中心となって戦ったのはハンコックの師団であり、ネルソン・マイルズ大佐の散兵線は南軍の強力な攻撃を撃退することに成功し、戦争の歴史における著名なエピソードとなった。チャンセラーズヴィルの戦いの間、ギボンの第2師団はフレデリックスバーグに留まりセジウィックの作戦を支援したが、多少の損害を出した。
チャンセラーズヴィルの戦いの後、コウチ自身の要請により、ハンコックが第2軍団の軍団長に就任した。ハンコックの師団はジョン・キャルドウェル（John C. Caldwell）准将が引き継いだ。ゲティスバーグ方面作戦が開始されると、アレクサンダー・ヘイズ（Alexander Hays）准将の旅団が加わり第3師団に付属され、ヘイズは第3師団長となった。ゲティスバーグの戦いでは、第2軍団は2日目と3日目に大いに戦い、その経験の中で最も激しい戦闘となったが、勝利することができた。2日目にはウィートフィールドで戦い、3日目には主としてハンコックの位置に向けられたピケットの突撃を撃退した。ギボンの師団の第1ミネソタ志願兵連隊の損害は、現代の戦闘においてほとんど並ぶものがないほどであった。第2軍団の戦闘に参加した兵士は10,500人以下であったが、それに対して戦死数は796人、負傷者数は3,186人、行方不明368人、合計では4,350人に及んだ。最も損害が大きかったのはギボンの師団で、ウィリアム・ホロー（William Harrow）准将の第1旅団のは異常と言える損害を受けた。ハンコックとギボンも重症を負い、4人の旅団長、サミュエル・ズーク（Samuel K. Zook）、エドワード・クロス（Edward E. Cross）、ジョージ・ウィラード（ George L. Willard）及びエリアキム・シェリル（Eliakim Sherrill）が戦死した。1863年6月30日の月例報告では、第2軍団の総人員は22,336人であったが、うち兵士は13,056人で残りは非戦闘員（音楽隊、御者、コック、召使、敗残兵）であった。ゲティスバーグの前線の部隊が10,000丁以上のマスケットを保有していたかは疑問である。
ハンコックの負傷は、復帰までに数ヶ月間を要した。ウィリアム・ヘイズ（William Hays）がゲティスバーグ直後から8月12日まで第2軍団長を務め、その後ガバヌーア・ウォーレン少将が後を継いだ。ウォーレンはゲティスバーグの戦いの2日目、リトルラウンドトップでの迅速な判断と対応により危機を救ったことで知られていた。ウォーレンは第5軍団においても、非常な評価を得ており、ポトマック軍の主席地形分析士官となっていた。ウォーレンは、続いてブリストー駅の戦いでの士官・兵の突撃と彼自身が見せた能力で名を馳せた。マイン・ランの戦いでも第2軍団を指揮したが、その時の師団長は、キャルドウェル、アレクサンダー・S・ウェブ及びヘイズであった。
1864年3月23日にポトマック軍は再編された。第3軍団は廃止され、その3個師団の内2個師団が第2軍団に配属替えとなった。これにより第2軍団は81個歩兵連隊と軽砲兵10個中隊へと強化された。従来より第2師団隷下にあった3個師団は2個師団に再編され、それぞれバーロウとギボンが師団長を務めた。元第3軍団の師団は第3師団及び第4師団となり、デイビッド・バーニー（David B. Birney）とガーショム・モット（Gershom Mott）が師団長を務めた。1864年4月の第2軍団の総人員は46,363人であり、うち戦闘員は28,854人であった。
負傷が部分的に回復したハンコックが軍団の指揮をとり、傷ついた軍団をラピダン川を渡って進めた。荒野の戦いでは、699人が戦死、3,877人が負傷、516人が行方不明となった。合計での損害は5,092人であり、その内半数はバーニーの第3師団のものであった。死者の中にはバーニーの師団の第2旅団長を務めていたアレクサンダー・ヘイズも含まれていた。
スポットシルバニア・コートハウスの戦いでは、5月12日朝のハンコックの卓越かつ成功した突撃によって、第2軍団は再び栄光の歴史を獲得した。スポットシルバニア周辺での戦いの間、モットの第4師団の幾つかの連隊は解散せざるを得ないほどの損害を受け、師団全体の消耗も大きかったため、バーニーの師団に統合された。モットは旅団長として留まった。5月8日から19日にかけてのスポットシルバニア周辺での第2軍団の損害は、戦死894人、負傷4,497人、行方不明801人の合計6,642であり、第9軍団を含むポトマック軍全体の損失の1/3を占めた。最大の損害を受けたのはバーロウの第1師団であった。この時までに、第2軍団は敵の軍旗44本を捕獲していたが、1本の軍旗も失ってはいなかった。
さらに激しいノースアンナの戦いの後、第2軍団はコールドハーバーの戦いに参加した。スポットシルバニアでは重砲連隊からなる旅団が追加されていたが、兵士は歩兵として行動し、旅団はコルコラン・レギオンとして知られた。このため、コールドハーバーでは第2軍団の総人員は53,831人、戦闘員は26,900人であった。コールドハーバーでの損害は、11日間の塹壕戦も含めて、戦死494人、負傷2,442人、行方不明574人の合計3,510人であった。バーニーの師団も参加したが、関与は大きくなかった。
6月16日から18日にかけての第二次ピーターズバーグの戦いにおける突撃において、第2軍団は再び損害リストのトップに載ることになった。これらの攻撃の一つにおいて、メイン第一重砲連隊は連隊としては南北戦争中最大の損害を受けた。このとき、連隊は85連隊から構成されていたが、実際の戦力は以前より低下していた。連隊はジェームズ川を渡り、7月26日（第一次ディープボトムの戦い）、続いて8月14日にディープ・ボトムで戦った。その後ピータースバーグ付近の線に戻った。バーロウとバーニーの師団は8月25日の第二次リーム駅の戦いに参加し、多くの兵が捕虜となった。
1864年10月27日のボイトンプランクロードの戦い（Battle of Boydton Plank Road）では、師団長はトーマス・イーガン（Thomas W. Egan）とモットであった。第1師団（ネルソン・マイルズ）は塹壕内に残った。1864年11月、ハンコックには別の任務が与えられ、ポトマック軍参謀長であったアンドリュー・A・ハンフリーズが第2軍団長となった。ハンフリーズは最後の作戦の期間中軍団長を務め、師団長はマイルズ、ヘイズおよびモットであった。1865年4月7日、軍団はカンバーランド教会の戦いに参加したが、これはリーが降伏する2日前であった。この最後の先頭で、ヘイズの第2師団隷下の旅団長であるトーマス・スマイス（Thomas Alfred Smyth）が戦死した。スマイスは評判の高い士官であり、有名なアイリッシュ旅団を指揮したことがあった。

## 歴代軍団長
| エドウィン・サムナー                   | 1862年3月13日 - 1862年10月7日   |
| ダライアス・コウチ                     | 1862年10月7日- 1862年12月26日   |
| ジョン・セジウィック                   | 1862年12月26日 - 1863年1月26日  |
| オリバー・O・ハワード                  | 1863年1月26日3 - 1863年2月5日   |
| ダライアス・コウチ                     | 1863年2月5日 - 1863年5月22日    |
| ウィンフィールド・スコット・ハンコック | 1863年5月22日 - 1863年7月1日    |
| ジョン・ギボン                         | 1863年7月1日 - 1863年7月2日     |
| ウィンフィールド・スコット・ハンコック | 1863年7月2日 - 1863年7月3日     |
| ウィリアム・ヘイズ                     | 1863年7月3日 - 1863年8月16日    |
| ガバヌーア・ウォーレン                 | 1863年8月16日 - 1863年8月26日   |
| ジョン・キャルドウェル                 | 1863年8月26日 - 1863年9月2日    |
| ガバヌーア・ウォーレン                 | 1863年9月2日 - 1863年10月10日   |
| ジョン・キャルドウェル                 | 1863年10月10日 - 1863年10月12日 |
| ガバヌーア・ウォーレン                 | 1863年10月12日 - 1863年12月16日 |
| ジョン・キャルドウェル                 | 1863年12月16日 - 1863年12月29日 |
| ガバヌーア・ウォーレン                 | 1863年12月29日 - 1864年1月9日   |
| ジョン・キャルドウェル                 | 1864年1月9日 - 1864年1月15日    |
| ガバヌーア・ウォーレン                 | 1864年1月15日 - 1864年3月24日   |
| ウィンフィールド・スコット・ハンコック | 1864年3月24日 - 1864年6月18日   |
| デイビッド・バーニー                   | 1864年6月18日 - 1864年6月27日   |
| ウィンフィールド・スコット・ハンコック | 1864年6月27日 - 1864年11月26日  |
| アンドリュー・A・ハンフリーズ          | 1864年11月26日 - 1865年2月15日  |
| ガーショム・モット                     | 1865年2月15日 - 1865年2月17日   |
| ネルソン・マイルズ                     | 1865年2月17日 - 1865年2月25日   |
| アンドリュー・A・ハンフリーズ          | 1865年2月25日 - 1865年4月22日   |
| フランシス・C・バーロー                | 1865年4月22日 - 1865年5月5日    |
| アンドリュー・A・ハンフリーズ          | 1865年5月5日 - 1865年6月9日     |
| ガーショム・モット                     | 1865年6月9日 - 1865年6月20日    |
| アンドリュー・A・ハンフリーズ          | 1865年6月20日 - 1865年6月28日   |

## 参考資料
- Eicher, John H., and Eicher, David J., Civil War High Commands, Stanford University Press, 2001, ISBN 0-8047-3641-3.
- Fox, William F., Regimental Losses in the American Civil War, reprinted by Morningside Bookshop, Dayton, Ohio, 1993, ISBN 0-685-72194-9.